# Iron Building (Watervliet Arsenal)

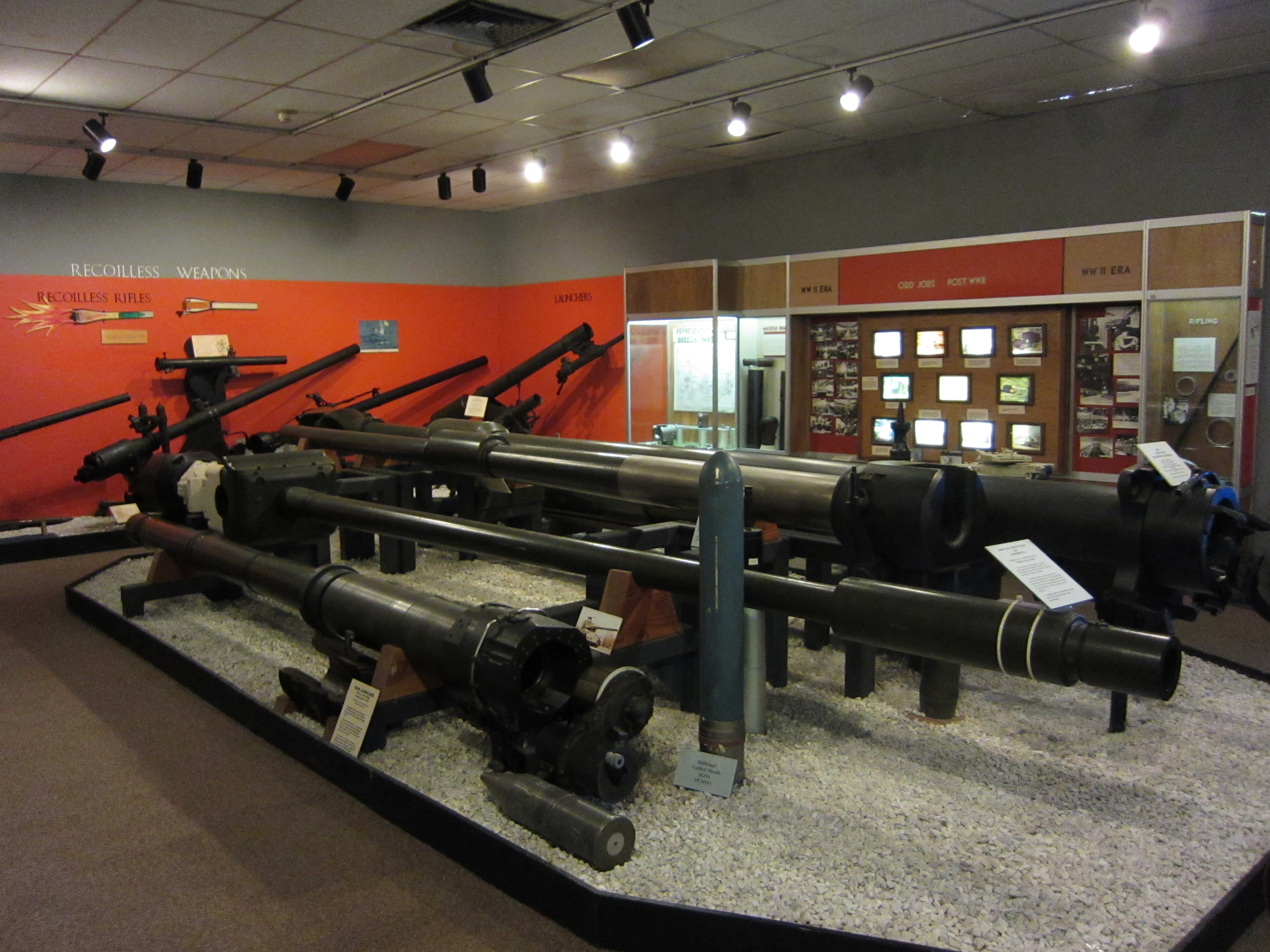
Interior del museo

The Iron Building es un edificio histórico situado en el Watervliet Arsenal en Watervliet, New York. Albergó el Museo del Arsenal de Watervliet hasta que se cerró en el otoño de 2013 por razones de seguridad.
El Iron Building fue construido en 1859 y es "un ejemplo destacado" de construcción prefabricada de hierro fundido. También es el único edificio del Arsenal que tiene un fuerte componente de estilo italianizante.: 6 
El edificio fue designado como Hito histórico Nacional de Ingeniería Civil por la Sociedad Estadounidense de Ingenieros Civiles en 1983.

## Historia
La estructura prefabricada de hierro fundido fue fabricada por la compañía Architectural Iron Works de Nueva York.